# Кунгсенген
Кунгсенген (на шведски: Kungsängen) е град в лен Стокхолм, източната част на централна Швеция. Главен административен център на община Упландс-Бру. Разположен е на северния бряг на езерото Меларен. Намира се на около 35 km на северозапад от централната част на Стокхолм. Има жп гара и летище. Населението на града е 9382 жители според данни от преброяването през 2010 г.